# Ministerium für Arbeit, Gesundheit und Soziales des Landes Nordrhein-Westfalen

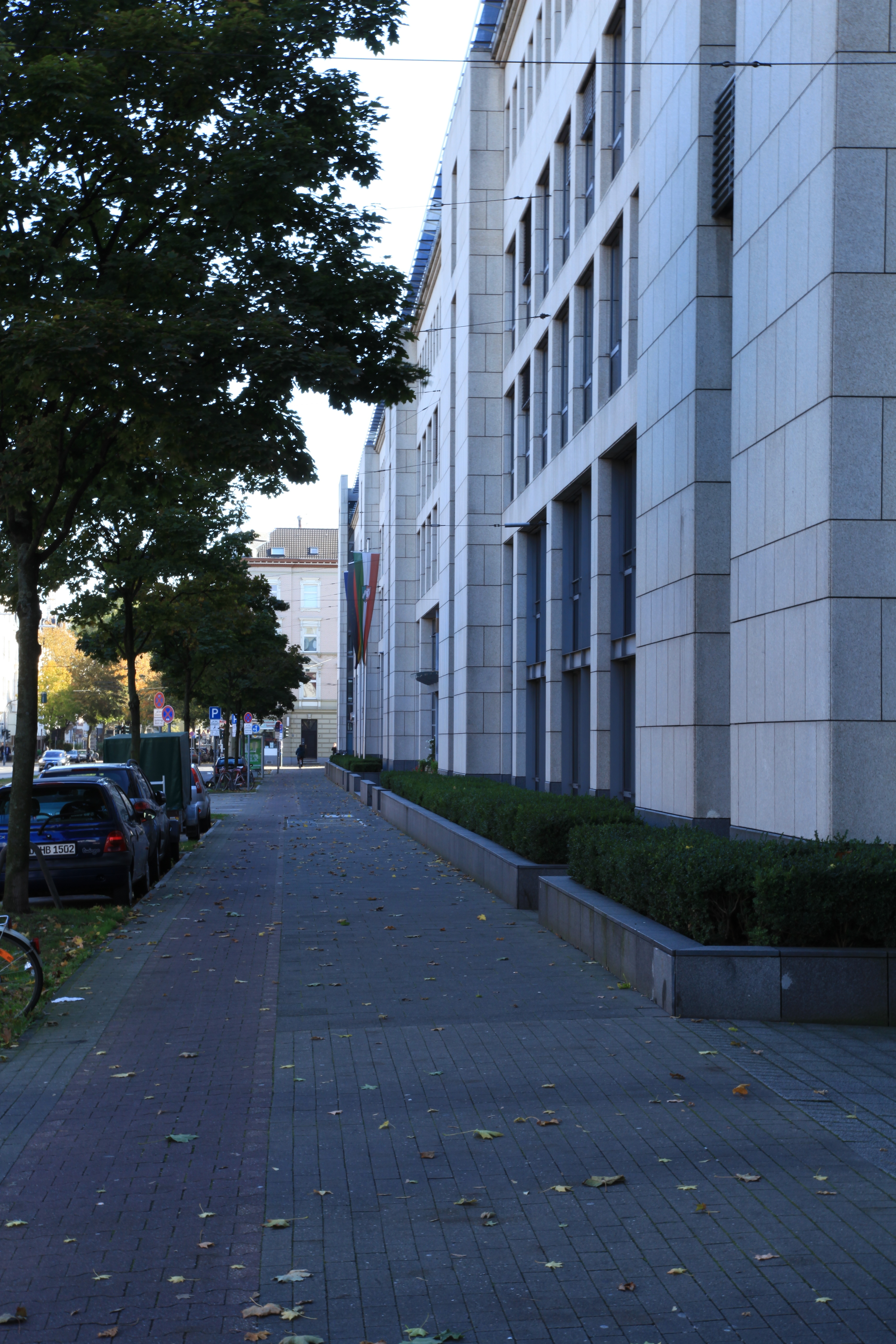
Sitz des Ministeriums am Fürstenwall 25 im Düsseldorfer Stadtteil Unterbilk

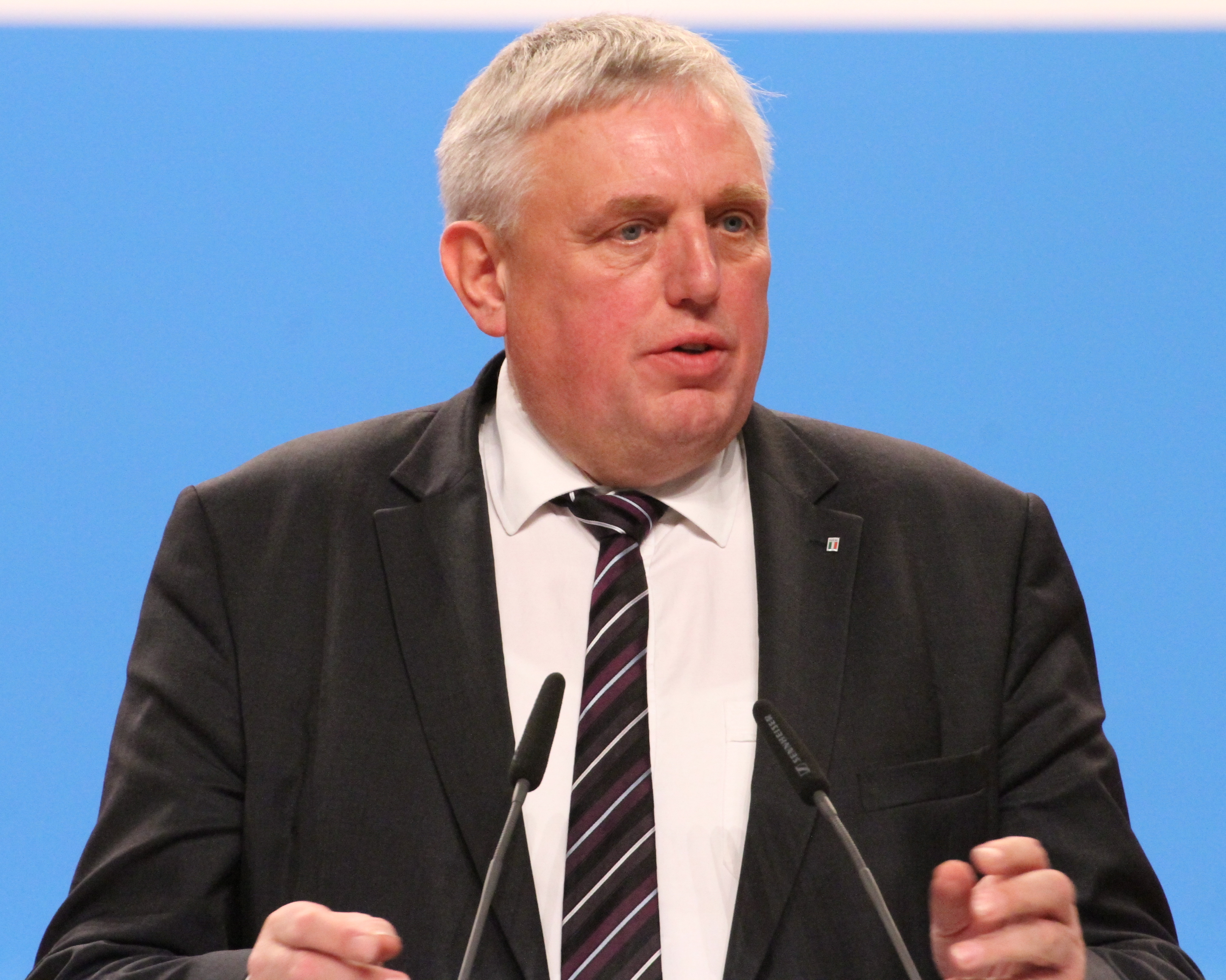
Minister Karl-Josef Laumann

Das Ministerium für Arbeit, Gesundheit und Soziales des Landes Nordrhein-Westfalen, abgekürzt MAGS NRW, ist eines von zwölf Ministerien in der Landesverwaltung des deutschen Landes Nordrhein-Westfalen. Es wird seit dem 30. Juni 2017 durch Minister Karl-Josef Laumann (CDU) geleitet.

## Geschichte
Das Ministerium entstand am 3. Oktober 1953 aus dem Arbeits- und dem Sozial- sowie dem Wiederaufbauministerium des Landes Nordrhein-Westfalen. Einige soziale Aufgaben wurden dabei kurzzeitig (bis zum 27. Juli 1954) in ein eigenes Ressort, das Ministerium für Angelegenheiten der Landschaftsverbände, ausgelagert. Seither (zuletzt 2010 und 2017) wurde der Aufgabenbereich mehrfach neu zugeschnitten.

## Aufgaben
Das Ministerium hat die Aufgabe, die Lebensbedingungen der Menschen in Nordrhein-Westfalen mitzugestalten und die gesellschaftlichen Rahmenbedingungen in den Bereichen Arbeitspolitik, Gesundheitspolitik, Krankenhausversorgung und Sozialpolitik zu verbessern.
Darüber hinaus führt das Ministerium als für die Sozialversicherung zuständige oberste Verwaltungsbehörde des Landes die Rechtsaufsicht gem. § 87 Abs. 1 SGB IV über die landesunmittelbaren Sozialversicherungsträger im Bereich der Renten- und Unfallversicherung  in Nordrhein-Westfalen, die ihre Aufgaben als Körperschaften des öffentlichen Rechts mit Selbstverwaltung in eigener Verantwortung wahrnehmen, sowie die Aufsicht über die landesunmittelbaren Träger der Kranken- und Pflegeversicherung.
Das Ministerium ist zuständige Stelle nach § 73 Berufsbildungsgesetz (BBiG) für den Ausbildungsberuf des Sozialversicherungsfachangestellten im Bereich aller landesunmittelbaren Sozialversicherungsträger.
Weiterhin prüft das Ministerium nach den §§ 274 bzw. 281 Abs. 3 SGB V und § 46 Abs. 6 SGB XI die Geschäfts-, Rechnungs- und Betriebsführung der landesunmittelbaren Krankenkassen und Pflegekassen sowie der Landesverbände der Krankenkassen. Außerdem prüft es die Medizinischen Dienste der Krankenversicherung (MDK), der Kassenärztlichen und Kassenzahnärztlichen Vereinigungen, die Ausschüsse und Geschäftsstellen nach § 106 SGB V sowie Teilbereiche des Risikostrukturausgleichs bei den landesunmittelbaren Krankenkassen.

## Sitz und Leitung
Das Ministerium hat seinen Sitz in Düsseldorf. Minister ist Karl-Josef Laumann (CDU), der in demselben Amt unter den Ministerpräsidenten Wüst, Laschet und Rüttgers amtiert und amtierte, siehe hierzu die Kabinette Rüttgers, Laschet sowie Wüst I und Wüst II. Staatssekretär ist Matthias Heidmeier.

## Geschäftsbereich
Zum Geschäftsbereich gehören für die Bereiche Arbeit und Soziales:
- das Landesinstitut für Arbeitsschutz und Arbeitsgestaltung Nordrhein-Westfalen,
- die Gesellschaft für innovative Beschäftigungsförderung mbH (G.I.B. NRW)

Zum Geschäftsbereich gehören ferner für den Bereich Gesundheit:
- der Landesbeauftragte für den Maßregelvollzug,
- das Landeszentrum Gesundheit Nordrhein-Westfalen,
- die Geschäftsstelle der Stiftung Wohlfahrtspflege Nordrhein-Westfalen sowie
- die Zentralstelle der Länder für Gesundheitsschutz bei Arzneimitteln und Medizinprodukten.